# البائس (فلم)
البائس (بالإنجليزية: Afflicted) هو فيلم رعب واثارة من نوع " found footage " أو «التسجيلات المكتشفة» صدر سنة 2013 من إخراج Derek Lee وClif Prowse .

## القصة
يروى الفيلم قصة صديقين قررا الذهاب معا لرحلة في بلاد اجنبية ولكن رحلتهم تتخذ منعطفاً مظلما عندما يصاب احدهم بعدوي غامضة ليسابقا الزمن لاكتشاف علاج تلك العدوي قبل ان تهلكه تماماً.

## عن الفلم
الفلم من بطولة كل Derek Lee وClif Prowse وMichael Gill 
لغة الفيلم: الإنجليزية والفرنسية والإيطالية 
تم تقييم الفلم على موقع IMDB بنسبة 6,3/10  وحصل الفلم على موقع Rotten Tomatoes بنسبة 79% 

## روابط خارجية
- البائس على موقع IMDb (الإنجليزية)
- البائس على موقع ميتاكريتيك (الإنجليزية)
- البائس على موقع روتن توميتوز (الإنجليزية)
- البائس على موقع ألو سيني (الفرنسية)
- البائس على موقع أول موفي (الإنجليزية)
- البائس على موقع بوكس أوفيس موجو (الإنجليزية)
- البائس على موقع فيلمافينيتي (الإسبانية)
- البائس على موقع قاعدة بيانات الأفلام السويدية (السويدية)
- البائس على موقع قاعدة بيانات الفيلم (الإنجليزية)
- البائس على موقع ليتربوكسد (الإنجليزية)